# Tschadinhorn
Tschadinhorn är en bergstopp i Österrike. Den ligger i distriktet  Lienz  och förbundslandet Tyrolen, i den centrala delen av landet. Toppen på Tschadinhorn är 3 017 meter över havet.
Den högsta punkten i närheten är Roter Knopf, 3 281 meter över havet, 2,2 km sydost om Tschadinhorn. Närmaste samhälle är Kals am Großglockner, väster om Tschadinhorn. 
Trakten runt Tschadinhorn består i huvudsak av alpin tundra och kala bergstoppar.